# 동티모르의 국장

동티모르의 국장

동티모르의 국장은 2007년 1월 18일에 제정되었다.
국장 안쪽에는 라멜라우 산의 형상을 한 피라미드 모양의 빨간색 방패가 그려져 있으며, 빨간색 방패 안에는 노란색 얇은 가장자리가 그려져 있다. 노란색 가장자리 안에는 검은색 바탕 위쪽에 하얀색 별이 그려져 있으며, 별 아래에는 다섯 개의 하얀색 빛줄기가 그려져 있다.
빛줄기 아래에는 노란색 톱니바퀴가 그려져 있으며, 톱니바퀴 위쪽에는 펼쳐져 있는 빨간색 책이 올려져 있다. 톱니바퀴 왼쪽에는 노란색 옥수수가 장식되어 있으며, 오른쪽에는 노란색 벼 이삭이 장식되어 있다. 톱니바퀴 아래쪽에는 검은색 소총 (AK-47) 이 놓여 있으며, 소총 앞에는 노란색 화살이, 화살 아래에는 노란색 활이 놓여 있다.
라멜라우 산 아래에 있는 하얀색 리본에는 동티모르의 나라 표어인 "단결, 행동, 진보"(Unidade, Acção, Progresso)가 포르투갈어로 쓰여 있다. 국장 바깥쪽으로 나온 고리 위쪽에는 동티모르의 공식 명칭인 "동티모르 민주 공화국"(República Democrática de Timor-Leste)이 포르투갈어로 쓰여 있으며, 고리 아래쪽에는 공식 명칭의 포르투갈어 약칭인 "RDTL"이 쓰여 있다.
라멜라우 산은 권력의 분리, 독립과 주권의 원칙을, 별과 빛줄기는 동티모르 국민의 평화를 향한 길잡이를 의미한다. 톱니바퀴, 펼쳐져 있는 책, 옥수수, 벼 이삭은 진보하는 동티모르 국민의 지식과 능력을, 소총, 활, 화살은 동티모르 국민의 독립을 위한 투쟁과 저항을 상징한다.

## 역대 동티모르의 국장

포르투갈령 티모르 문장
다른 형태의 포르투갈령 티모르 문장(1935 ~ 1951)
다른 형태의 포르투갈령 티모르 문장(1951 ~ 1975)
인도네시아 치하 동티모르(동티모르주)의 문장(1975 ~ 1999)
유엔 통치 동티모르의 문장(1999~2002)
동티모르의 국장 (2002 -2007)

## 같이 보기
- 동티모르의 국기